# Laureola paucispinosa
Laureola paucispinosa là một loài chân đều trong họ Armadillidae. Loài này được Barnard miêu tả khoa học năm 1949.